# Bita

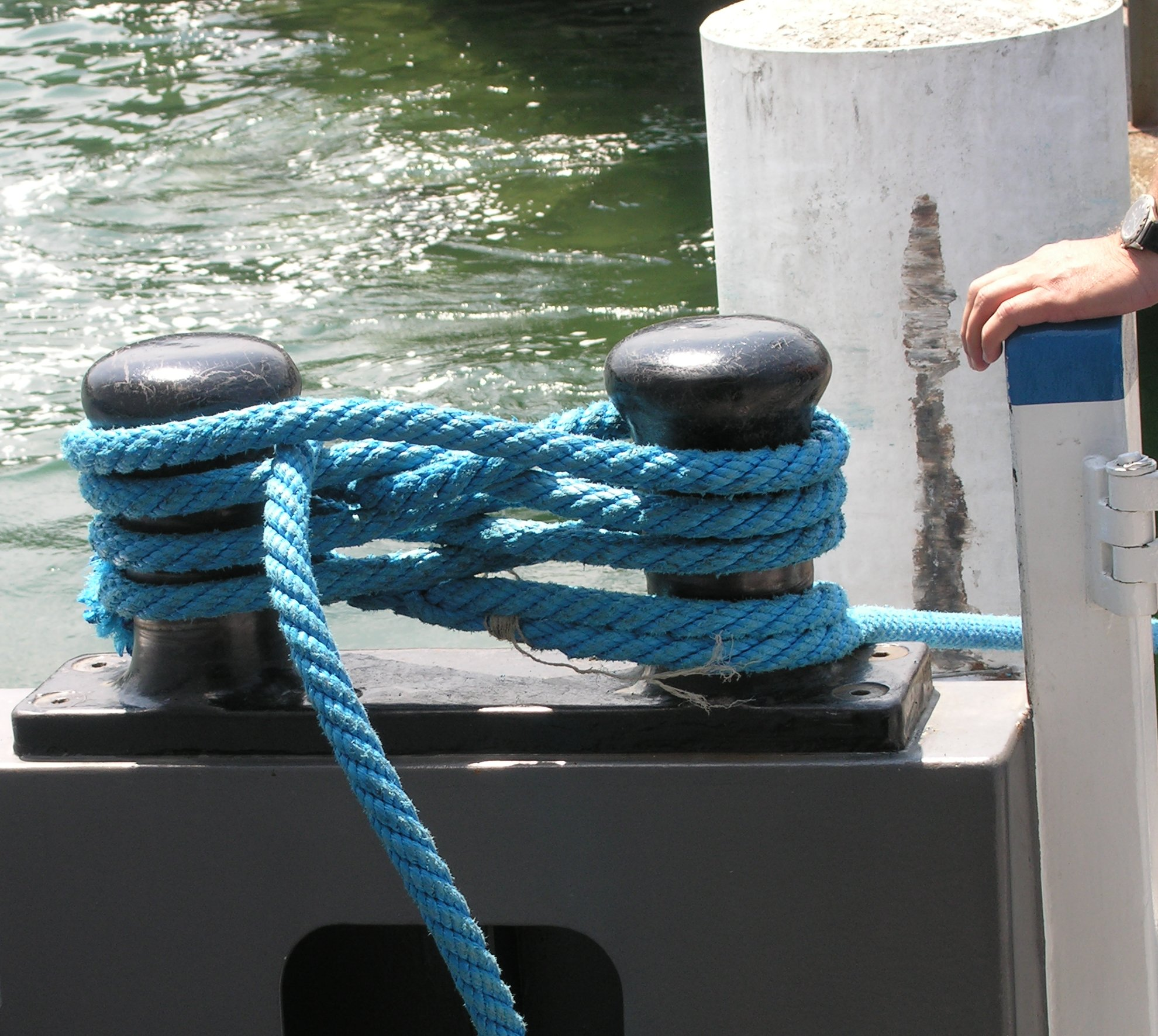
Bita d'amarratge.

Una bita és una peça metàl·lica o de fusta de forma cilíndrica que, disposada verticalment sobre la coberta, serveix per a rebre el cap d'una amarra.
En la seva accepció moderna una bita és una peça relativament grossa i robusta que serveix per a amarrar un vaixell com a element on s'aferma una amarra. Les bites destinades a aquesta funció són les bites d'amarratge i van muntades sobre la coberta de forma molt sòlida.
Un bitó és una bita petita que fa funcions similars a les d'una manegueta.

## Descripció física
Les bites clàssiques són de forma cilíndrica i van aparionades formant cos sobre una base sòlida. Tot el conjunt és metàl·lic.
Hi ha bites d'altres dissenys amb un sol pilar, cilíndric o quadrat, que pot ser llis o tenir elements per a assegurar la posició de les cordes d'amarratge (un travesser formant creu o algun accessori similar).

## Bites tradicionals en vaixells de fusta
En els vaixells de fusta les bites d'amarratge estaven formades per dos taulons verticals de fusta (de secció quadrada i que s'arrelaven sòlidament a elements estructurals del vaixell) units per una fusta travessera que sobresortia en ambdós extrems.
Hi havia altres bites a peu de pal i en altres zones del vaixell que podien ser pilars individuals.
La denominació en anglès és "bitt" o "bitts".